# G.M. Nijssen
Sjir Nijssen, född 1938, är en holländsk dataingenjör som arbetat som professor vid University of Queensland. Nijssen anses som grundaren av datakommunikation (verbalisation of computer science) och en av grundarna av business modeling och informationsanalys baserad på naturligt språk.

## Publikationer
Nijssen har publicerat mer än 50 artiklar och 7 böcker.
- 1976. Modelling in data base management systems: Proceedings of the IFIP Working Conference on Modelling in Data Base Management Systems. Elsevier/North-Holland.
- 1979. Data Base Architecture. With G. Bracchi. Elsevier.
- 1984. Introduction to IBM SQL: Covering SQL/DS Release 2. United Enterprises.
- 1986. SQL: A textbook for Queensland secondary schools. Faith International.
- 1989. Conceptual Schema and Relational Database Design: A Fact Oriented Approach. With Terry Halpin. Prentice Hall.